# فرمانداری پرایتوری

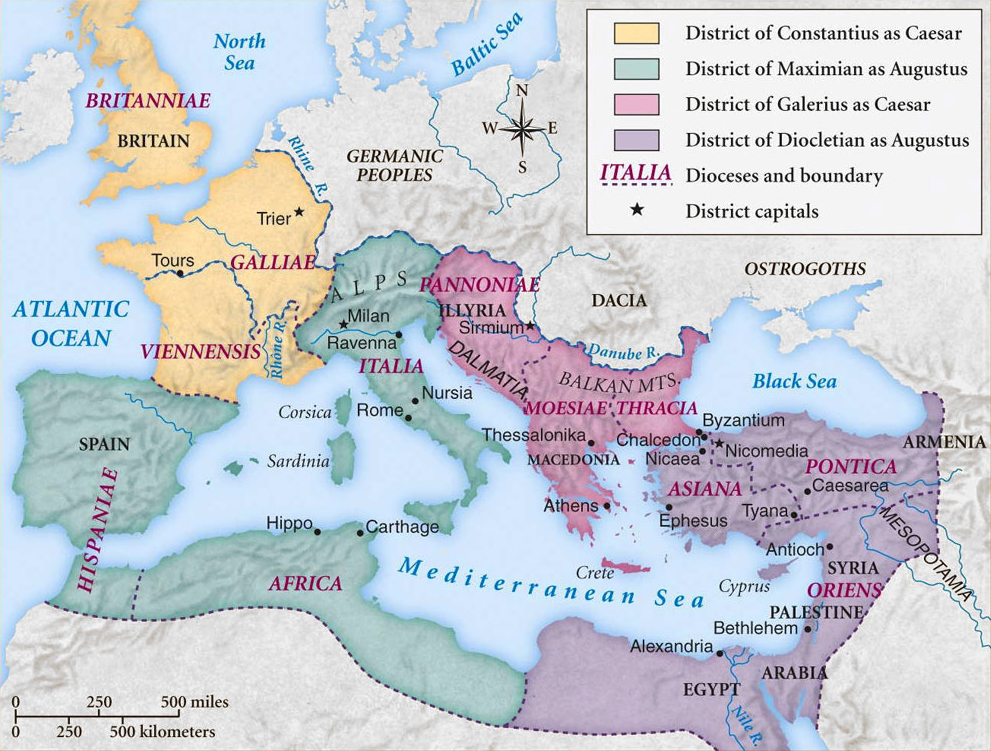
نقشه امپراتوری روم تحت تترارکی، نشان دهنده اسقف‌نشینان و مناطق تحت کنترل چهار تترارک

فرمانداری پرایتوری یا استان پراتوری ، فرمانداری پراتوری یا بخش پراتوری (لاتین: praefectura praetorio) بزرگ‌ترین بخش اداری امپراتوری روم دوران باستان متأخر، بالاتر از اسقف‌های سطح متوسط و استان‌های سطح پایین بود. مناطق پراتوری در دوره سلطنت کنستانتین بزرگ (ح. ۳۰۶–۳۳۷) به وجود آمدند، که در ثلث آخر قرن چهارم به شکل کم و بیش نهایی خود رسیدند و تا قرن هفتم، و زمان اصلاحات هراکلیوس به حیات خود ادامه دادند. هراکلیوس قدرت این استان‌ها را کاهش داد، و فتوحات مسلمانان امپراتوری بیزانس را مجبور به اتخاذ سیستم تم جدید کرد. با این حال، عناصری از دستگاه اداری استان، مستند شده‌است که در امپراتوری بیزانس تا نیمه اول قرن نهم باقی مانده‌است.

## چهار فرمانداری پرایتوری
- فرمانداری پرایتوری ایتالیا
- فرمانداری پرایتوری شرق
- فرمانداری پرایتوری گال‌ها
- فرمانداری پرایتوری ایلیریکوم